# Música para camaleones
Música para camaleones (Music for Chameleons en inglés) es una colección de seis cuentos cortos y seis entrevistas, escritos y llevadas a cabo por el escritor estadounidense Truman Capote. Esta colección fue publicada en 1980. Muchos son "retratos coloquiales"; cuentos sobre diálogos reales entre Capote y personajes tales como Marilyn Monroe, Willa Cather, y un asesino serial relacionado con la "Familia" de Charles Manson. También incluye Ataúdes tallados a mano, un "relato real de un crimen estadounidense" el cual rivaliza según sus admiradores con el que es considerado su mejor trabajo, A sangre fría. Estos relatos forman parte del género de no ficción el cual caracteriza a Capote, sin embargo podemos ver en todos los cuentos una serie de eventos que se pueden considerar fuera de lo normal o ficcionados. Un ejemplo claro es el cuento número IV, donde se narra el encuentro de un niño originario de Nueva Orleans con una bruja, otro ejemplo se encuentra en el cuento número III en el que una anciana que vive en lo profundo de un bosque, sin más contacto con la ciudad más que la ayuda que el cartero, un hombre anciano, puede ofrecerle cuenta con luz eléctrica para hacer funcionar un refrigerador en el que conserva, congelados, todos sus gatos fallecidos.  

## Música para camaleonesen la cultura popular
- Music for Chameleons es también el nombre de un simple musical lanzado por el artista Gary Numan, el cual se posicionó en el puesto 19 del ranking musical británico en marzo de 1982.

- Música para camaleones es asimismo el nombre del disco que Javier Gurruchaga, cantante de la Orquesta Mondragón grabó en solitario en 1992.

- Además Música para camaleones es el nombre del último tema incluido en el álbum Naturaleza sangre (2003) del músico argentino Fito Páez, el cual, además, cita fragmentos de la obra de Capote.

- También Música para camaleones era el nombre de un popular programa de radio que durante tres años se emitió en Zaragoza (España), a través de las ondas de Radio La Granja, y que fue la génesis del fanzine zaragozano Confesiones de Margot.

- También Música per a Camaleons era el nombre de un programa sobre cultura de la televisión de Cataluña (TV3).

- Manuela se lo regala a Esteban por su cumpleaños en Todo sobre mi madre.

- Datos: Q3328744